# SAKURA (いきものがかりの曲)
「SAKURA」（サクラ）は、いきものがかりの楽曲。自身のメジャーデビューシングルとして、エピックレコードジャパンからCDシングル・デジタル・ダウンロードで2006年3月15日に発売された。

## 概要
本作発売に合わせ、地元の神奈川県厚木市や海老名市の特定のCDショップでは、CD購入特典として販促用のスタンプが付いてきたり、購入者対象に「いきものがかりのおうえんがかり」と称する特製の会員証のようなものが配布された。
デビュー作ながら、オリコンチャートでは31週チャートインするロングセラーとなり、いきものがかりのシングルでは「ありがとう」「YELL/じょいふる」に次いで、チャートイン数が多い作品である。

## 収録曲
1. SAKURA（5:51）
  - 作詞・作曲：水野良樹 / 編曲：島田昌典

NTT「DENPO115」NTT東日本エリアCMソング。このコマーシャルが、2006年当時に驚異的な視聴率を獲得したワールド・ベースボール・クラシック内にて大量オンエアされたことで、知名度が大きく上昇するきっかけとなった[2]。
日本マクドナルド てりたまバーガー「桜の精」篇CMソング[3]。
メジャーデビューのための楽曲制作が難航している中で「全部フラットにして好きなように曲をつくろう」という意思のもと制作された曲である。当時すでにタイトルに桜がつく曲が数多く存在していたことからリリースに反対する声もあったが、「邦楽が大好きな自分たちが桜というスタンダードなものに真正面から向かわないのはかっこ悪い」「サビの歌詞からしてタイトルは“SAKURA”以外ありえない」ということでそのままリリースされることになった。歌詞の制作には相当苦労したようで、現在の歌詞が完成するまでにボツとなったものが30パターン程度あるという[4]。
歌詞に登場する「大橋」は、相模川に架かる相模大橋（神奈川県道40号線、43号線、51号線）のことを指し、同じく歌詞に登場する「小田急線」の厚木駅-本厚木駅間と併走する形で相模川を横断している。
PVは小田急小田原線富水駅東口で撮影されており、同じ事務所で同期デビューの加藤理恵が出演しているほか、PVにはリリースと同時期（2006年3月17日）に引退した小田急9000形電車の一部分も映っている[5]。メジャー1stアルバム『桜咲く街物語』リリース時には、新たなPV「SAKURA -2007version-」が制作されたほか、同アルバムにはボーナス・トラックとしてアコースティック・バージョンが収録されている。
「卒業」をテーマにした曲であることと、歌詞の内容から桜ソングや卒業ソングとしても広く知られているが、卒業ソングに関しては最近では後に発売された「YELL」「ありがとう」「歩いていこう」なども担うようになっている。
ベストアルバム『いきものばかり〜メンバーズBESTセレクション〜』の発売日である2010年11月3日より、小田急小田原線海老名駅にて接近メロディとして使用されている[6][7]。
2. ホットミルク（4:57）
  - 作詞：山下穂尊、水野良樹 / 作曲：山下穂尊 / 編曲：亀田誠治

カップリング曲であるがライブで演奏される回数が多い定番曲である。
いきものがかりでは数少ないメンバー同士で共作した楽曲で、編曲は東京事変（当時）のベーシストである亀田誠治が担当している。
ちなみに水野は「いきものがかりにはホットミルクという曲があるのに実はホットミルクは苦手」と語っている[8]。
3. 卒業写真（4:01）
  - 作詞・作曲：荒井由実 / 編曲：江口亮

卒業ソングの定番である荒井由実の楽曲「卒業写真」のカバー。
2009年発売のコンピレーション・アルバム『Shout at YUMING ROCKS』にも収録された。
4. SAKURA -instrumental-

## 収録アルバム
- 桜咲く街物語（#1・#2）
- いきものばかり〜メンバーズBESTセレクション〜（#1・#2）
- なまものばかり〜メンバーズBEST LIVEセレクション〜（#1）

ライブツアー「いきものがかりの みなさん、こんにつあー!! 2010 全国あんぎゃー!! 〜ハジマリノウタ〜」より、2010年9月に開催した日本武道館公演のライブ音源が収録されている。
- バラー丼（#1）
- 超いきものばかり〜てんねん記念メンバーズBESTセレクション〜（#1・#2）

#2はボーナスディスク『超B面ばかり+メンバー泣きの三曲』に収録。
- Shout at YUMING ROCKS（#3）

## カバー
- かの香織（オムニバス・アルバム『Sakura Bossa-The Greatest Sakura Hits In Bossa Style-』（2008年2月27日）収録）
- シェネル（カバー・アルバム『ラブ・ソングス』（2011年7月20日）自身で英語詞に翻訳した英語詞バージョン収録）
- Ailee（シングル「SAKURA」（2015年3月25日）英語詞バージョン収録）
- ふうか・みやび・ゆとり from 民謡ガールズ（コンピレーション・アルバム『Sakura Girls -Spring Songs Best-』（2017年3月29日）収録）
- 大和里菜
- LOVERS ROCREW
- 清春（カバーアルバム『Covers』（2019年9月4日）収録）
- 梅田サイファー（コラボレーションアルバム『いきものがかり meets』（2024年2月14日）収録）